# Leichtathletik-Europameisterschaften 2002/Stabhochsprung der Männer

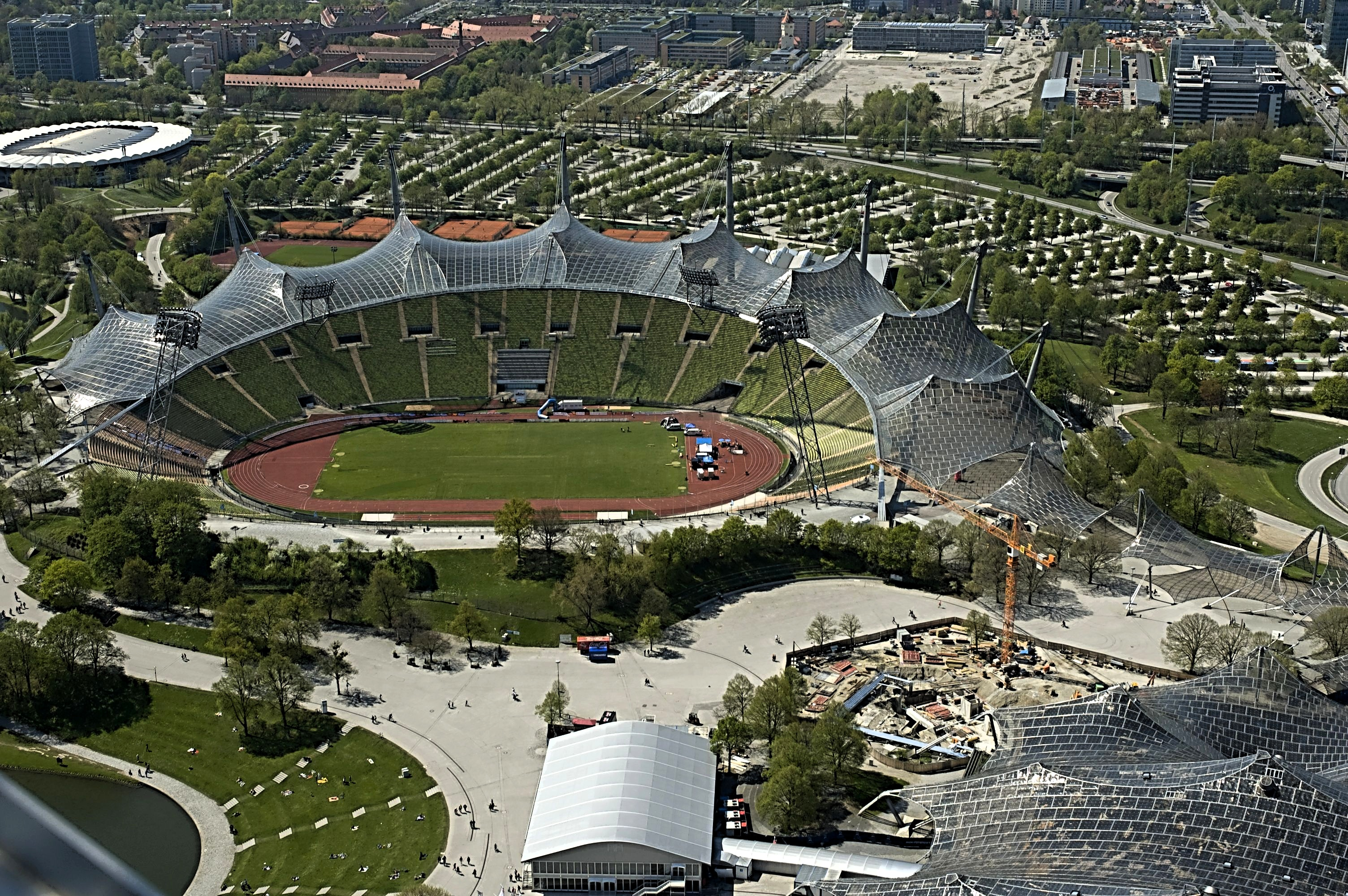
Das Olympiastadion in München von oben im Jahr 2009

Der Stabhochsprung der Männer bei den Leichtathletik-Europameisterschaften 2002 wurde am 8. und 10. August 2002 im Münchener Olympiastadion ausgetragen.
In diesem Wettbewerb errangen die deutschen Stabhochspringer mit Silber und Bronze zwei Medaillen. Europameister wurde der israelische WM-Dritte von 1999 und Vizeweltmeister von 2001 Alexander Awerbuch. Rang zwei belegte Lars Börgeling. Der Vizeeuropameister von 1998 Tim Lobinger kam auf den dritten Platz.

## Bestehende Rekorde
| Weltrekord           | 6,14 m | Serhij Bubka     | Sestriere, Italien    | 31. Juli 1994   |
| Europarekord         | 6,14 m | Serhij Bubka     | Sestriere, Italien    | 31. Juli 1994   |
| Meisterschaftsrekord | 6,00 m | Rodion Gataullin | EM Helsinki, Finnland | 12. August 1994 |

Der bestehende EM-Rekord wurde bei diesen Europameisterschaften nicht erreicht. Am höchsten sprang der israelische Europameister Alexander Awerbuch im Finale mit 5,85 m, womit er fünfzehn Zentimeter unter dem Rekord blieb. Zum Welt- und Europarekord fehlten ihm 29 Zentimeter.

## Legende
Kurze Übersicht zur Bedeutung der Symbolik – so üblicherweise auch in sonstigen Veröffentlichungen verwendet:
| NM  | keine Höhe (no mark)           |
| ogV | ohne gültigen Versuch          |
| DNS | nicht am Start (did not start) |
| –   | ausgelassen                    |
| o   | übersprungen                   |
| x   | gerissen                       |

## Qualifikation
8. August 2002
23 Wettbewerber traten in zwei Gruppen zur Qualifikationsrunde an. Die Qualifikationshöhe für den direkten Finaleinzug betrug 5,65 m. Kein Springer musste diese Höhe angehen, da sich bereits vorher zwölf Athleten für das aus mindestens zwölf Teilnehmern bestehende Finale herauskristallisiert hatten. So erreichten die zwölf Sportler das Finale, die 5,60 m oder 5,45 m bei nicht zu vielen Fehlversuchen übersprungen hatten (hellgrün unterlegt).

### Gruppe A

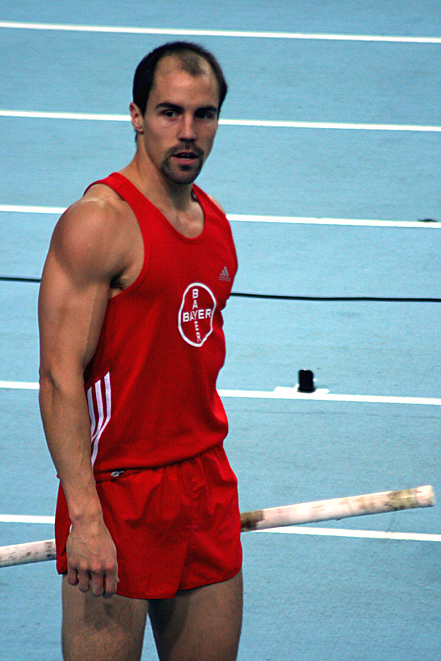
Richard Spiegelburg schied mit übersprungenen 5,45 m bei zu vielen Fehlversuchen aus
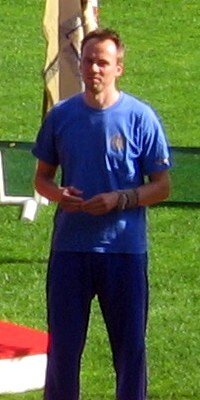
Vesa Rantanen hatte mit seinen 5,25 m keine Chance auf eine Finalteilnahme

| Platz | Name                | Nation      | Höhe (m) |
| ----- | ------------------- | ----------- | -------- |
| 1     | Lars Börgeling      | Deutschland | 5,60     |
| 2     | Patrik Kristiansson | Schweden    | 5,60     |
| 3     | Pawel Gerassimow    | Russland    | 5,60     |
| 4     | Adam Ptáček         | Tschechien  | 5,60     |
| 5     | Piotr Buciarski     | Polen       | 5,45     |
| 6     | Richard Spiegelburg | Deutschland | 5,45     |
| 7     | Tom Erik Olsen      | Norwegen    | 5,25     |
| 7     | Vesa Rantanen       | Finnland    | 5,25     |
| 9     | Fabio Pizzolato     | Italien     | 5,25     |
| 9     | Jure Rovan          | Slowenien   | 5,25     |
| 11    | Dennis Kholev       | Israel      | 5,25     |
| DNS   | Thibaut Duval       | Belgien     |          |

### Gruppe B

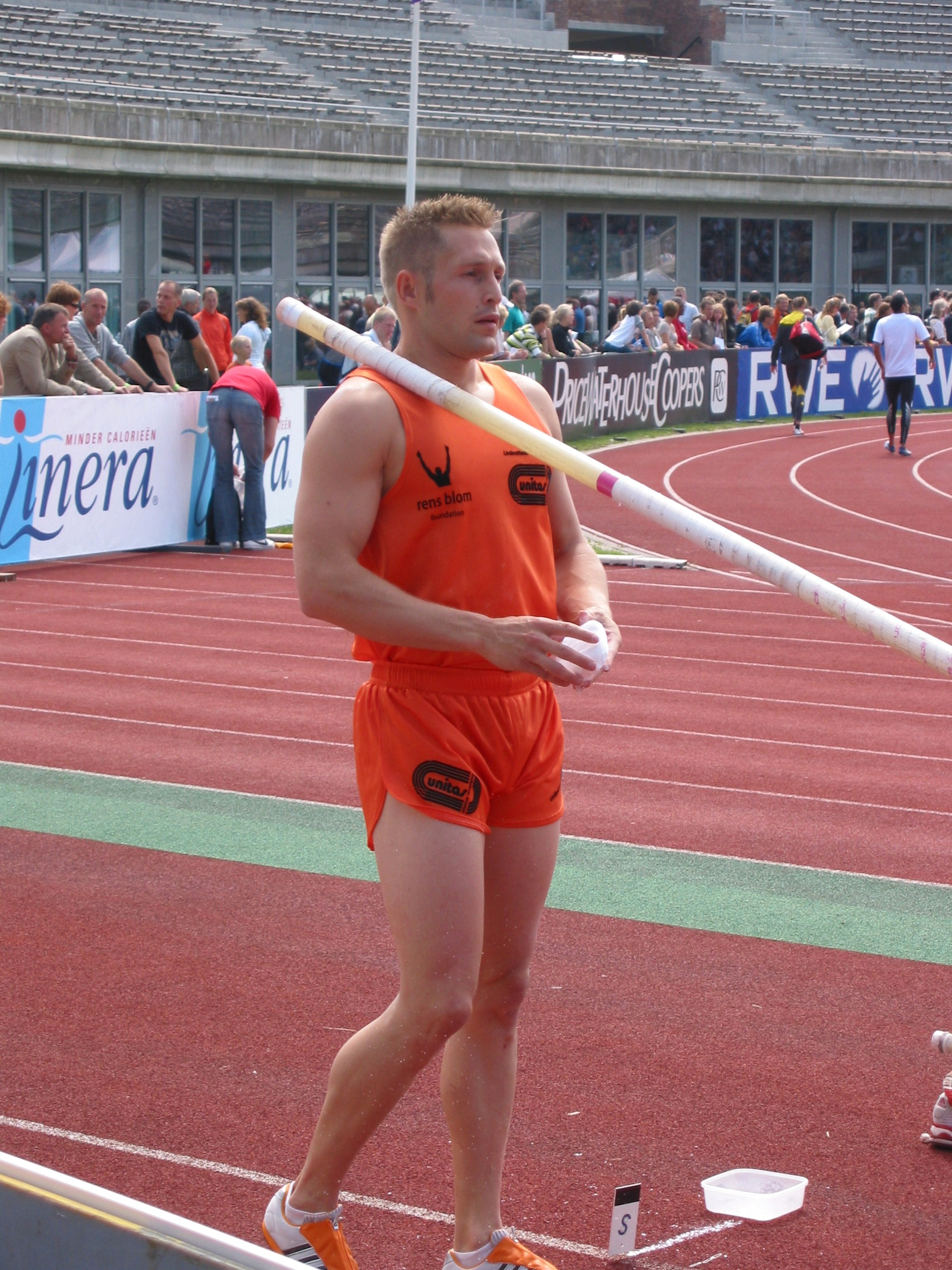
Rens Blom erreichte mit seinen 5,25 m nicht das Finale
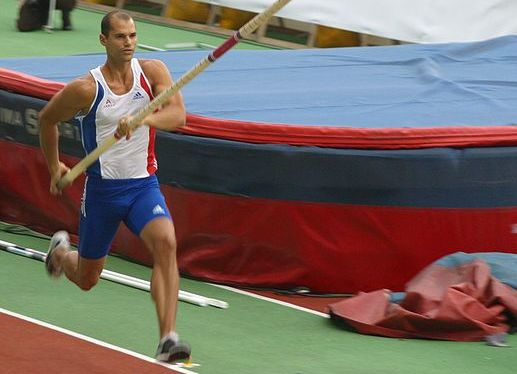
Romain Mesnil blieb in der Qualifikation ohne gültigen Versuch

| Platz | Name               | Nation      | Höhe (m) |
| ----- | ------------------ | ----------- | -------- |
| 1     | Štěpán Janáček     | Tschechien  | 5,60     |
| 2     | Denys Jurtschenko  | Ukraine     | 5,60     |
| 3     | Tim Lobinger       | Deutschland | 5,60     |
| 4     | Giuseppe Gibilisco | Italien     | 5,60     |
| 5     | Alexander Awerbuch | Israel      | 5,45     |
| 5     | Wassili Gorschkow  | Russland    | 5,45     |
| 7     | Oscar Janson       | Schweden    | 5,45     |
| 8     | João André Silva   | Portugal    | 5,45     |
| 9     | Ilian Efremov      | Bulgarien   | 5,25     |
| 9     | Mikko Latvala      | Finnland    | 5,25     |
| 11    | Rens Blom          | Niederlande | 5,25     |
| NM    | Romain Mesnil      | Frankreich  | ogV      |

## Finale
10. August 2002
| Platz | Name                | Nation      | Resultat (m) | 5,40 m | 5,50 m | 5,60 m | 5,70 m | 5,75 m | 5,80 m | 5,85 m |
| 1     | Alexander Awerbuch  | Israel      | 5,85         | –      | –      | xo     | –      | o      | xo     | o      |
| 2     | Lars Börgeling      | Deutschland | 5,80         | –      | –      | xo     | –      | x–     | o      | xx–    |
| 3     | Tim Lobinger        | Deutschland | 5,80         | –      | o      | –      | xx–    | o      | xo     | xxx    |
| 4     | Patrik Kristiansson | Schweden    | 5,80         | xo     | –      | xo     | xo     | o      | xo     | xxx    |
| 5     | Štěpán Janáček      | Tschechien  | 5,75         | xo     | o      | xo     | –      | o      | xx–    | x      |
| 6     | Denys Jurtschenko   | Ukraine     | 5,70         | –      | xo     | –      | o      | x–     | xx     |        |
| 6     | Adam Ptáček         | Tschechien  | 5,70         | o      | o      | xo     | o      | xxx    |        |        |
| 8     | Wassili Gorschkow   | Russland    | 5,70         | o      | –      | xxo    | o      | x–     | xx     |        |
| 9     | Oscar Janson        | Schweden    | 5,60         | o      | o      | o      | xxx    |        |        |        |
| 10    | Giuseppe Gibilisco  | Italien     | 5,60         | o      | –      | xxo    | –      | xxx    |        |        |
| 11    | Piotr Buciarski     | Polen       | 5,50         | –      | xo     | xxx    |        |        |        |        |
| 12    | Pawel Gerassimow    | Russland    | 5,40         | o      | –      | xxx    |        |        |        |        |

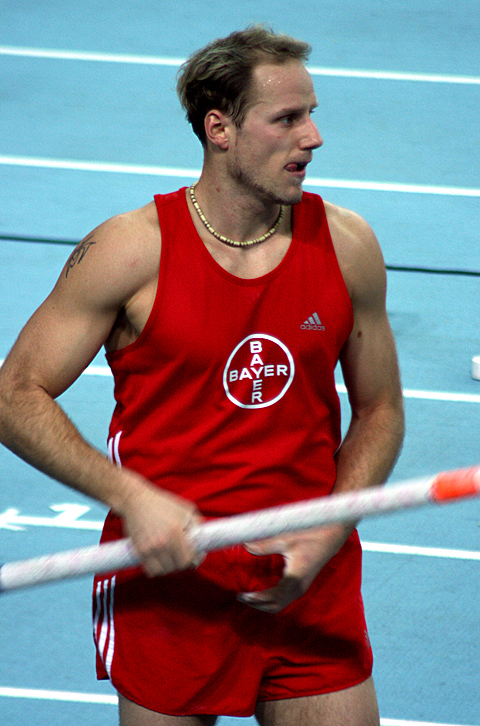
Vizeeuropameister Lars Börgeling

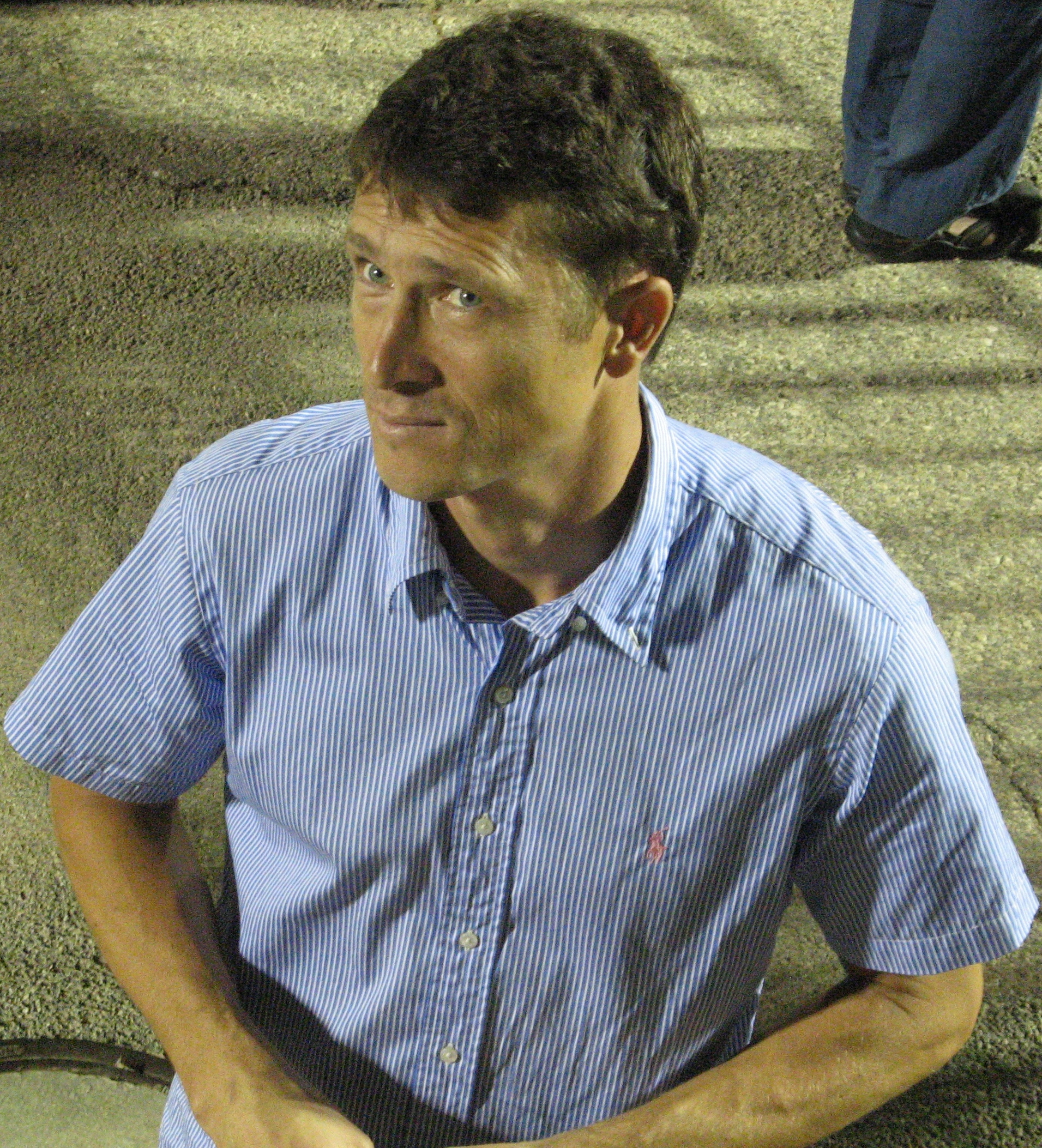
Alexander Awerbuch – nach zwei WM.Medaillen 1999 und 2001 nun Europameister

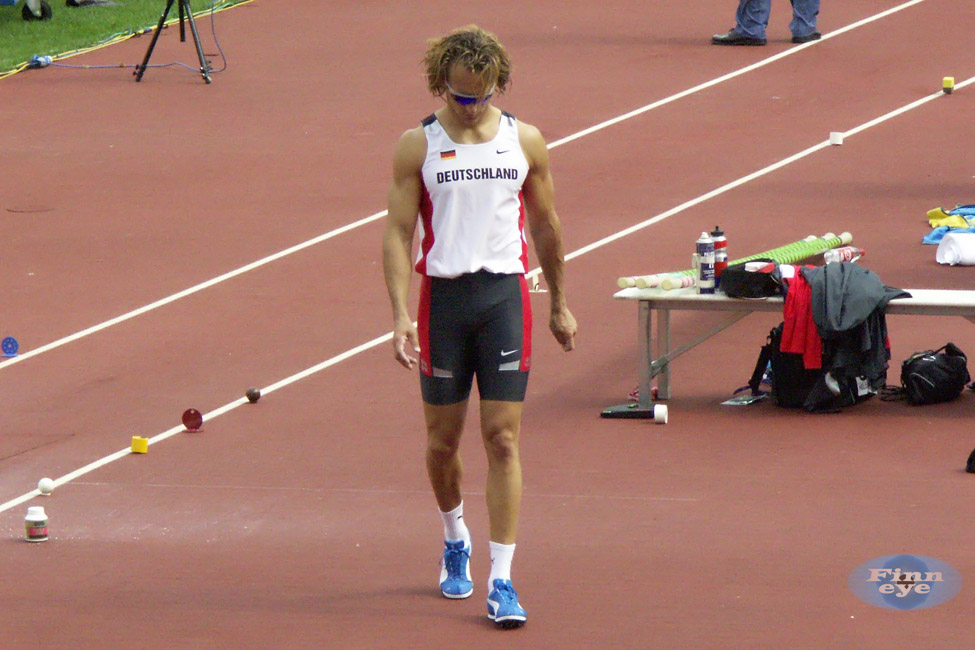
Nach Silber 1998 gab es nun Bronze für Tim Lobinger
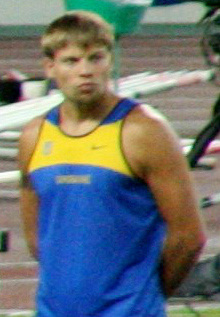
Denys Jurtschenko kam auf den geteilten sechsten Platz
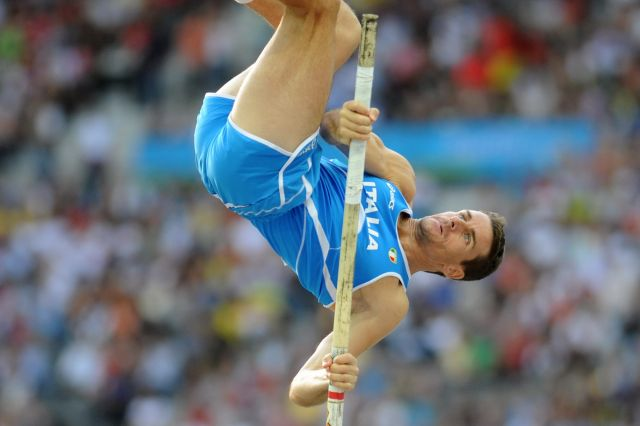
Giuseppe Gibilisco belegte Rang zehn – ein Jahr später wurde er Weltmeister und 2004 Olympiadritter